# Hugo Claus
Pour les articles homonymes, voir Claus.
Hugo Claus, né le 5 avril 1929 à Bruges et mort le 19 mars 2008 à Anvers, est un écrivain, poète, dramaturge, scénariste et réalisateur belge d'expression néerlandaise.

## Biographie
Fils d'un imprimeur, Hugo s'enfuit de la maison paternelle et devient ouvrier saisonnier dans le nord de la France.
À Paris, Antonin Artaud devient pour lui un second père[réf. nécessaire]. Il participe à la révolution avant-gardiste de l'art d'après-guerre et fait partie du mouvement Cobra (1948-1951). Il est proche de l'écrivain Henri Vandeputte, son professeur en poésie dira-t-il. Il devient proche également du peintre Guillaume Corneille avec lequel il réalise plusieurs projets artistiques[réf. souhaitée]. Après un séjour en Italie où il apprend à connaître le milieu cinématographique, il retourne en Flandre et commence une carrière de romancier, poète, auteur dramatique, cinéaste et peintre.
À la fin des années 1960, Claus joue un rôle important dans le mouvement contestataire qui veut réformer la politique sociale et culturelle en Flandre. Au quatrième Festival international du cinéma expérimental de Knokke-le-Zoute, en 1967, il choque l'opinion publique en faisant paraître sur scène trois hommes nus dans le rôle de la sainte Trinité.
En 1971, il est fait chevalier de l'ordre de la Couronne.
À partir du milieu des années 1980, il s'installe la moitié de l'année en France, dans le Vaucluse, d'abord près de Cavaillon puis près de Gordes.
Hugo Claus, atteint de la maladie d'Alzheimer, a choisi la date de sa mort et a demandé, comme la loi belge l'y autorisait, à subir une euthanasie,.

### Vie privée
Pendant une dizaine d'années, Hugo Claus fut le compagnon de l'actrice Sylvia Kristel. Ils ont eu un fils, Arthur, né le 10 février 1975, qui est comédien.

## L'écrivain

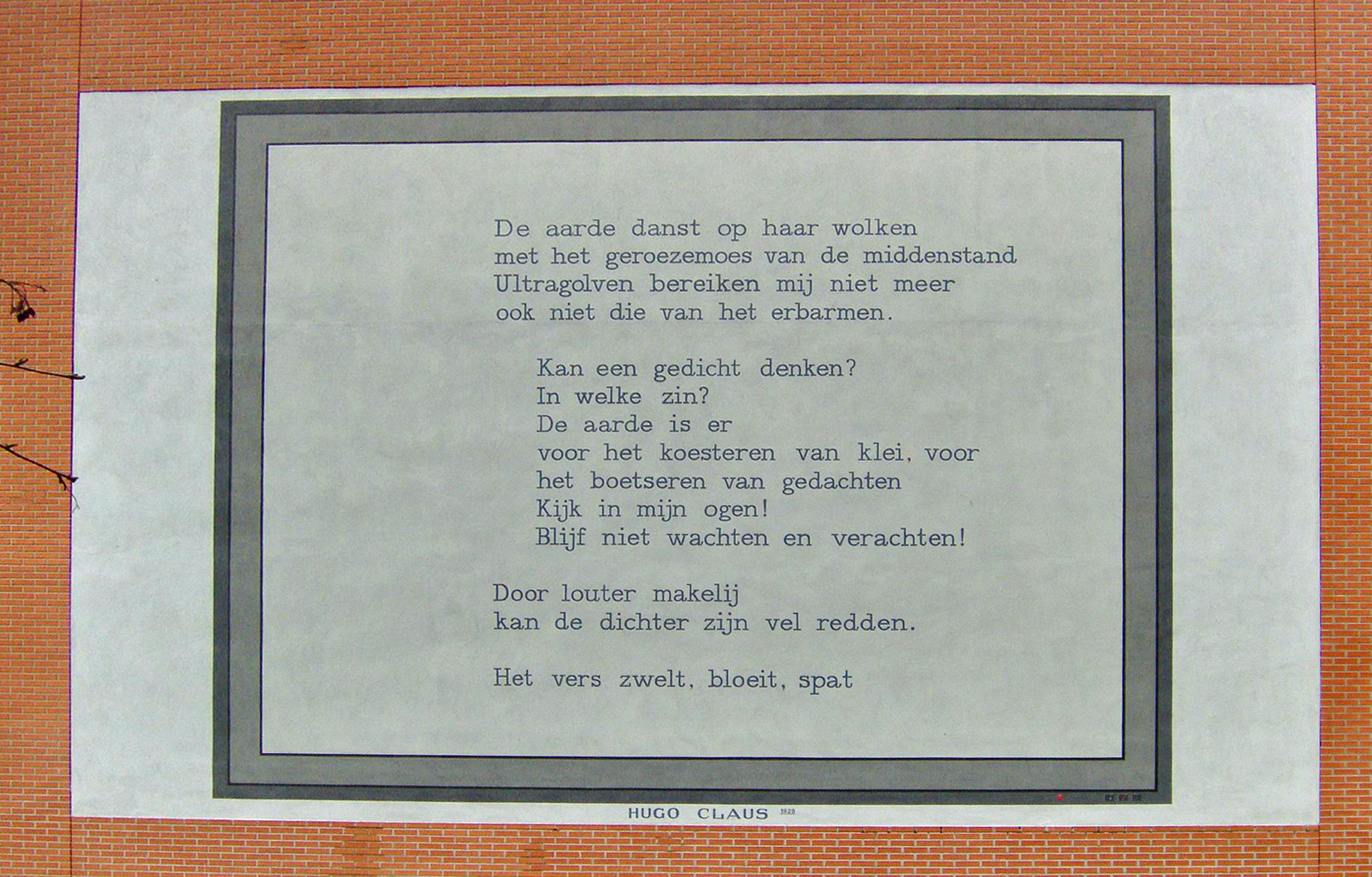
De aarde danst op haar wolken,
poème d'Hugo Claus à Leyde (Pays-Bas).

Considéré comme l'un des romanciers belges les plus talentueux de son époque, dont l'œuvre connaît une ampleur internationale, Hugo Claus, cité plusieurs fois pour le prix Nobel de littérature, se définit lui-même comme un « flamingant francophile ». Il est surtout le critique du traditionalisme et du provincialisme de la société flamande, tout en portant à l'universel l'évocation de la médiocrité. Si son style puise autant son inspiration dans les grands mythes et les classiques littéraires, il ne recule pas pour autant devant le  burlesque, la trivialité, voire l'obscénité.
Profondément marqué par son enfance dans un internat catholique très strict, il a su évoquer dans Le Chagrin des Belges (1985, trad. de 1983 Het verdriet van België) le comportement de ses compatriotes pendant la dernière guerre et peindre le Flamand fricoteur, conformiste et profiteur avec un réalisme qui rappelle celui de Pieter Bruegel l'Ancien ou de James Ensor. Il reste cependant fasciné par sa région maternelle qu'il ne cesse de recréer avec sensibilité et intelligence :
« Maintenir les mœurs et les extases de la tribu : oui, c'est aussi le rôle de l'écrivain. Par exemple, Le Chagrin des Belges, je l'ai écrit pour que mes deux fils sachent comment leur père avait vécu dans une civilisation tout à fait étrange et néandertalienne. J'ai voulu leur montrer ce que c'était de vivre avant la guerre, pendant la guerre et après la guerre dans une toute petite communauté. » (H. Claus, Le Passe-Muraille, Lausanne, 1997.)
Le Chagrin des Belges est également son premier grand succès international de librairie.
Le Passé décomposé, son dernier roman, paru au Seuil en février 2000, reprend les mêmes personnages que La Rumeur :
« L'interrogatoire policier qui en constitue la trame, aussi serré et aussi ambigu que ceux de Crime et Châtiment, éveille une quantité de questions essentielles sur la condition humaine tout en recourant au grotesque qui déclenche un rire grinçant. C'est un livre selon mon cœur, fait de sang et de rire, de tendresse et d'horreur, d'obscénité et de poésie. » (Dédicace du traducteur, France Inter.)
Hugo Claus s'est vu attribuer une cinquantaine de prix pour son œuvre, notamment :
- le prix Lugné-Poe en 1955
- le Ford Foundation Grant en 1959
- le prix Constantijn Huygens en 1979[7]
- le prix des lettres néerlandaises en 1986
- le prix de l'Humour noir Xavier Forneret en 1989 pour L'Espadon
- le prix international Pier Paolo Pasolini en 1997
- le prix de littérature Aristeion en 1998
- le prix Nonino en 2000
- le Preis für Europäische Poesie en 2001

## Bibliographie

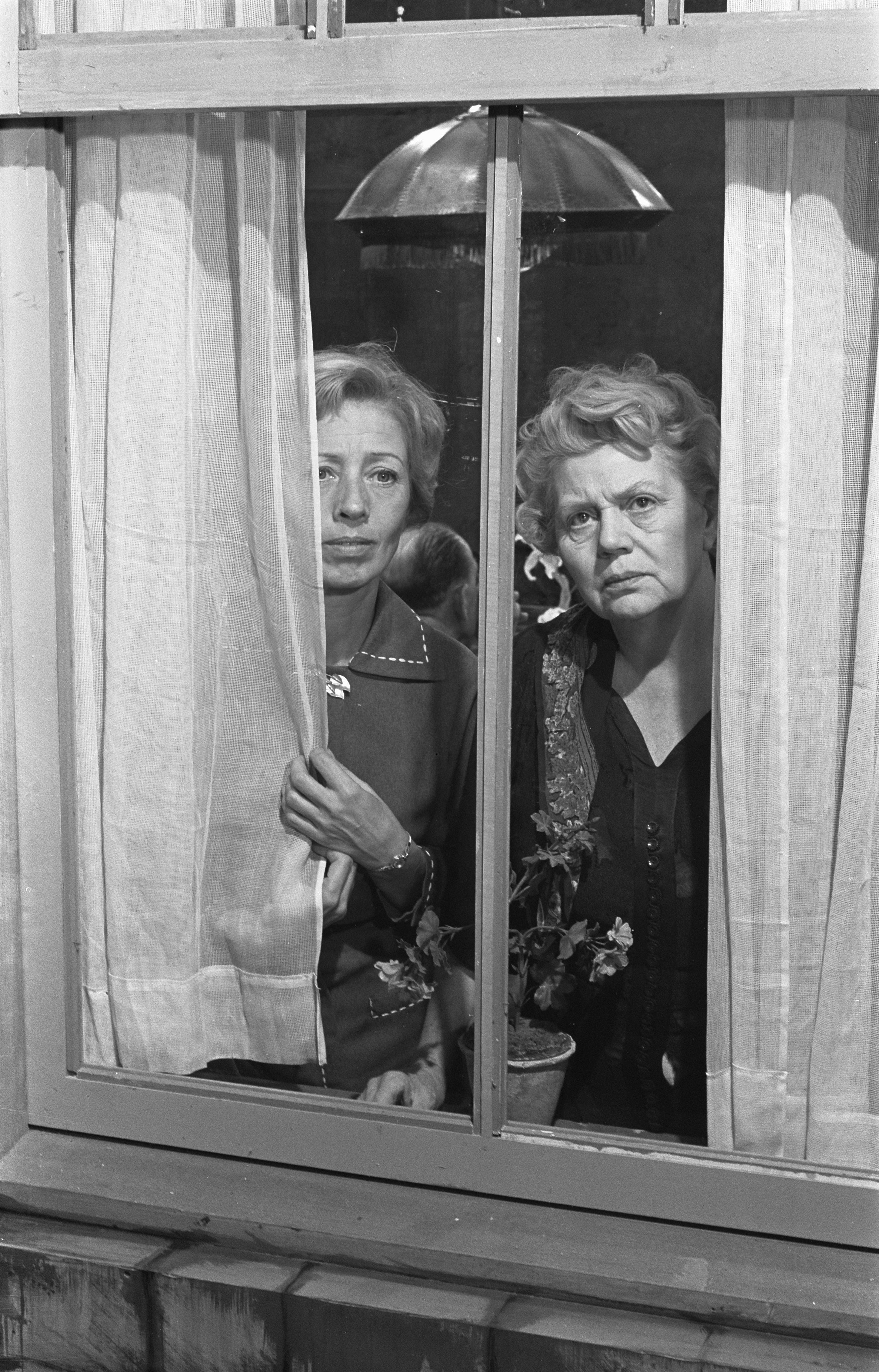
Enny Meunier et Coba Kelling dans une retransmission télévisée de 1959 de la pièce d'Hugo Claus Een bruid in de morgen.

### Théâtre et scenario
- Théâtre complet, L'Âge d'Homme, 4 vol., 16 pièces, 1990-1997
- Escal-Vigor, scénario de Hugo Claus d’après le roman de Georges Eekhoud. Préface et traduction Mirande Lucien, Lille, QuestionDeGenre/GKC, 2002.

Grâce à des rééditions modernes, on connaît Escal-Vigor, le roman de Georges Eekhoud publié au Mercure de France en 1899. C'est le premier roman moderne où l'amour d'un homme pour un autre homme n'est pas présenté comme un vice honteux, mais comme un sentiment juste et légitime. Les bourgeois de Belgique, la patrie de Georges Eekhoud, ont entendu la nouveauté du propos et l'auteur a eu à se défendre en 1900 devant la cour d'assises de Bruges pour atteinte aux mœurs. Mais ce qu'on ne connaissait pas, c'est l'adaptation du roman d'Eekhoud par Hugo Claus. Le grand romancier belge de langue néerlandaise, connu surtout pour Le Chagrin des Belges, son maître livre paru en traduction française en 1985 par Alain Van Crugten, est aussi auteur de scénarios (une vingtaine) et réalisateur. On lui doit des films comme De Vijanden (Les Ennemis), (1967), Vrijdag (« Vendredi jour de liberté ») (1980), Het Sacrament (« Le sacrement ») (1989) ou De verlossing (« La rédemption ») (2001). Il adapta le roman de Georges Eekhoud Escal-Vigor en 1995 avec l'intention de le porter à l'écran. Mais le scénario est resté dans ses cartons et le film n'a jamais été réalisé. On peut supposer que l'histoire de ce scénario ressemble un peu à celle contée par Hugo Claus dans son roman Belladonna…
Mirande Lucien, qui a consacré sa thèse de doctorat à Georges Eekhoud, a traduit en français le scénario d'Hugo Claus. Les éditions QuestionDeGenre/GKC publient sa traduction poursuivant ainsi ce jeu de langue entrepris par Eekhoud : un Flamand de langue française.

### Poésie
- Poèmes, Mercure de France, 1965
- Encre à deux pinceaux, écrit avec Karel Appel et Pierre Alechinsky, Yves Rivière, 1979
- Traces : choix de poèmes 1948-1985, L'Âge d'Homme, 1988
- D'encre et d'eau. Alechinsky, Yves Rivière, 1995
- Poèmes, L'Âge d'Homme, 1998
- Sans merci, linogravure de Michael Bastow, Dumerchez, 2000

### Romans et nouvelles
- 1950 - De Metsiers (La Chasse aux canards, Grasset, 1987)
- 1962 – De verwondering (L'Étonnement, Complexe, 1986 et Stock, 1999)
- 1969 - Vrijdag (Vendredi, jour de liberté, Complexe, 1980)
- 1972 – Schaamte (Honte, Actes Sud, 1987 et LGF, 1990)
- 1972 – Het jaar van de kreeft  (ISBN 9023443667)
- 1978 – Het verlangen (Le Désir, L'Âge d'Homme - Éditions de Fallois, 1990)
- 1983 - Het verdriet van België (Le Chagrin des Belges, Julliard, 1985 et Seuil, coll. « Points », 2003) s'attaque au conformisme provincial de la Flandre pendant la Seconde Guerre mondiale et lève le tabou de la collaboration
- 1988 - Een zachte vernieling (Une douce destruction, de Fallois, 1988)
- 1988 - Gilles en de nacht (Gilles et la nuit, Calmann-Levy, 1995)
- 1989 - L'Amour du prochain (recueil de nouvelles extraites de De Mensen Hiernaast, 1985, et de Natuurgetrouwer, 1954,1969 ), Maren Sell Éditeurs. Réédition chez Seuil, collection Points, 1991
- 1989 - De zwaardvis (L'Espadon, de Fallois, 1989) - prix de l'Humour noir Xavier Forneret
- 1994 - Belladonna (Belladonna, de Fallois, 1995 et LGF, 1997)
- 1996 – De geruchten (La Rumeur, de Fallois, 1997)
- 1998 – Onvoltooid verleden (Le Passé décomposé, Seuil, 2000)
- 1998 - Het laatste bed (Le Dernier Lit, Seuil, 2003)

### Peinture
- Hugo Claus imagier (Hugo Claus prentenmaker, 1988), œuvres picturales, choix de textes et traductions par Marnix Vincent, textes de Freddy De Vree et al., Anvers, Fonds Mercator / Paris, Éditions Albin Michel, 1988, 256 p., illus.

### Adaptation à l'écran
- De dans van de reiger adapté en 1966 par le réalisateur Fons Rademakers (titre français : La Danse du héron)
- Le Chagrin des Belges, adapté en 1994 par Claude Goretta en trois épisodes de 90 minutes chacun

### Cinéma
- (1980) : Vrijdag
- (1981) : Menuet, scénario
- (1985) : Le Lion des Flandres, adaptation du roman de Hendrik Conscience[8]
- (1989) : Le Sacrement (Het Sacrament) écrit et réalisé

## Monographie
- (nl) Michel Dupuis, Hugo Claus, reeks Monografieën over Vlaamse Letterkunde, Antwerpen ; Amsterdam : De nederlandsche boekhandel, 1976  (ISBN 9028901329)

## Adaptations de ses œuvres
- Het jaar van de kreeft, adapté en 1975 par Herbert Curiel (titre français : L'Année du cancer)

## Hommages
- Absynthe Minded, un groupe belge, a adapté un poème d'Hugo Claus, Envoi, en anglais dans une chanson du même nom.
- (12381) Hugoclaus, astéroïde.